# Президентские выборы в Колумбии (1978)
Президентские выборы в Колумбии 1978 года прошли 4 июня. Кандидат Либеральной партии Хулио Сесар Турбай Айяла набрал 49,3% голосов пришедших на выборы избирателей и был избран президентом Колумбии.

## Результаты
| Кандидат                           | Партия                                                   | Количество голосов | %    |
| ---------------------------------- | -------------------------------------------------------- | ------------------ | ---- |
| Хулио Сесар Турбай Айяла           | Колумбийская либеральная партия                          | 2 503 681          | 49.3 |
| Белисарио Бетанкур Куартас         | Колумбийская консервативная партия–Национальное движение | 2 356 620          | 46.6 |
| Хулио Сесар Перния                 | Национальный союз оппозиции                              | 97 234             | 1.9  |
| Альваро Валенсия Товар             | Движение национального возрождения                       | 65 961             | 1.3  |
| Хайме Пьедрахита Кардона           | Единый народный фронт                                    | 27 059             | 0.5  |
| Лус дель Сокорро Рамирес           | Рабочий и социалистический союз                          | 6 643              | 0.1  |
| Виктор Хулио Гомес Хойос           | Движение национальной гражданской активности             | 587                | 0.0  |
| Регина Бетанкур де Лиска           | Метаполитическое унитарианское движение                  | 126                | 0.0  |
| Хесус Арена Фахардо                | Рабочая партия                                           | 14                 | 0.0  |
| Недействительные бюллетени         | Недействительные бюллетени                               | 17 794             | –    |
| Всего                              | Всего                                                    | 5,075,719          | 100  |
| Зарегистрированные избиратели/явка | Зарегистрированные избиратели/явка                       | 12 580 851         | 40.3 |